# Piotr Słowikowski

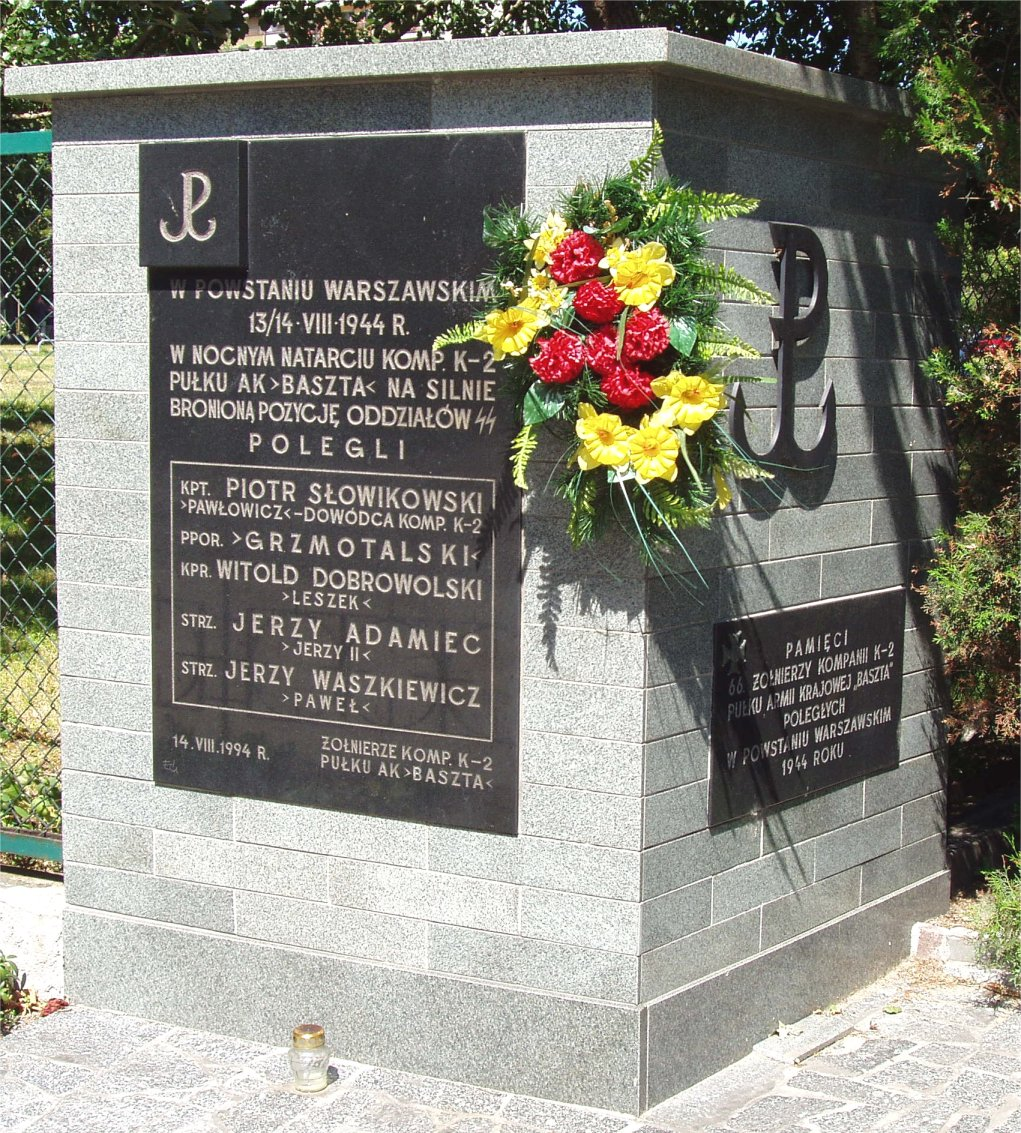
Miejsce, w którym zginął kpt. Słowikowski

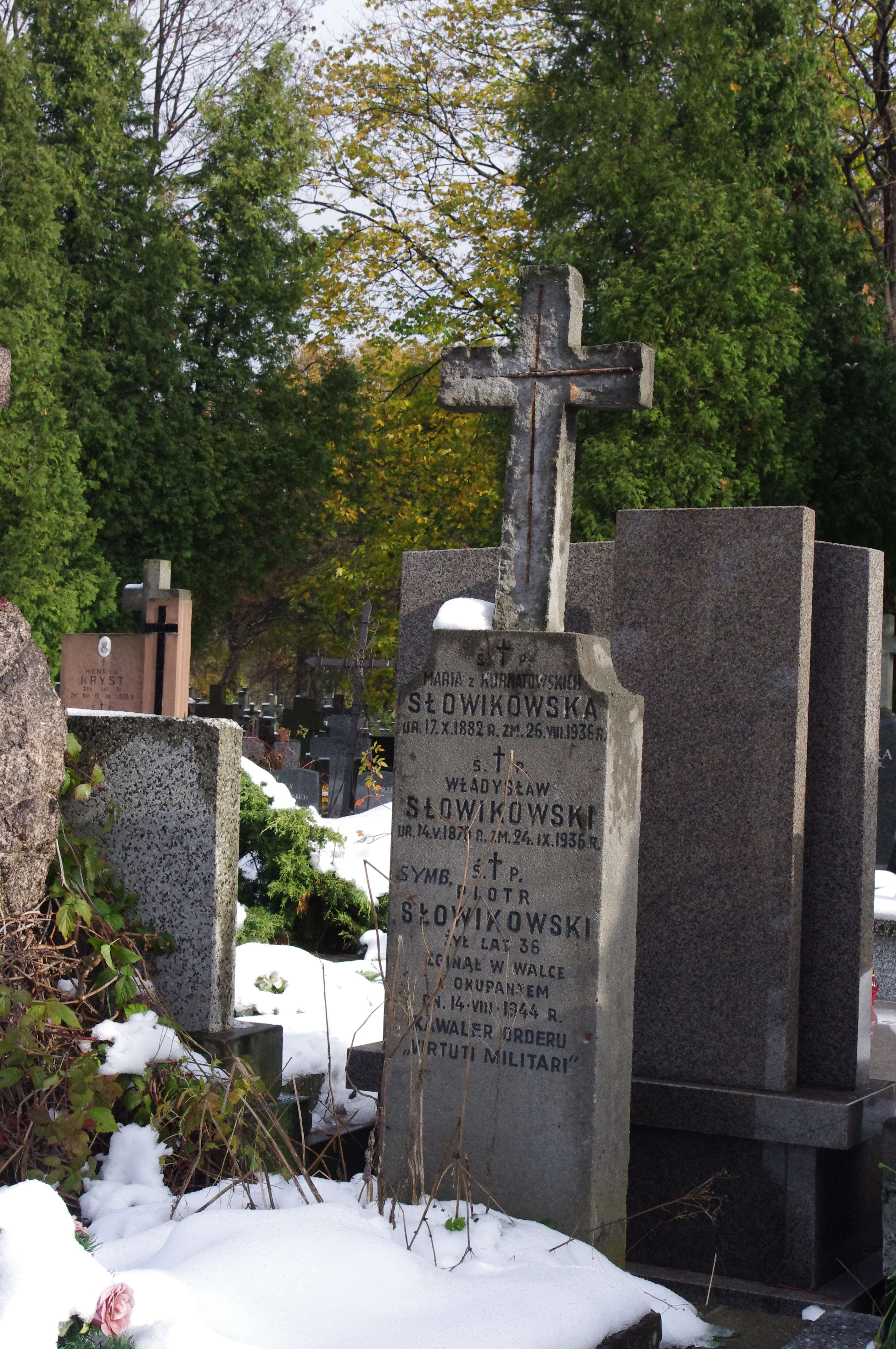
Symboliczny grób kapitana Piotra Słowikowskiego na Cmentarzu Bródnowskim w Warszawie

Piotr Słowikowski ps. „Pawłowicz”, „Jurek” (ur. 1907 w Kamińsku, zm. 13/14 sierpnia 1944 w Warszawie) – inżynier, kapitan, w powstaniu warszawskim dowódca kompanii K-2 w batalionie „Karpaty” pułku „Baszta” Armii Krajowej w V Obwodzie Mokotów.
Podczas okupacji niemieckiej działał w podziemiu zbrojnym.
Poległ podczas powstania warszawskiego w natarciu na pozycje oddziałów SS w nocy z 13 na 14 sierpnia przy ul. Narbutta. Miał 37 lat. Wraz z nim zginęli: Witold Dobrowolski, Jerzy Adamiec i Jerzy Waszkiewicz. Obecnie, w tym rejonie, u zbiegu ulic Kazimierzowskiej i Madalińskiego na Mokotowie znajduje się miejsce pamięci.
Piotr Słowikowski został pośmiertnie odznaczony Orderem Virtuti Militari, rozkazem dowódcy AK nr 512 z 2 X 1944. Nr krzyża: 12920.